# Suzanne Rivard LeMoyne
Suzanne Rivard LeMoyne, née le 28 mars 1928 à Québec et morte le 29 octobre 2012 à Montréal, est une peintre et professeure canadienne.

## Biographie
Elle étudie à l’École des beaux-arts de Québec de 1946 à 1950, auprès de Jean Paul Lemieux. Elle y enseigne dès l’obtention de son diplôme, avant d’être engagée par l’École des beaux-arts de Montréal en 1954. En 1957, elle s’installe à Paris pour se consacrer à sa production picturale. En 1958, elle remporte le premier prix de peinture aux Concours artistiques de la province et participe à une exposition sur les femmes peintres au Musée d’Art moderne de Paris. Elle réalise à Montréal une murale destinée au pavillon de la Jeunesse d’Expo 67. En 1970, elle est nommée chef du Service des arts visuels du Conseil des arts du Canada. En 1972, Rivard LeMoyne fonde la Banque d'art du Conseil des arts du Canada. 

## Musées et collections publiques
- Banque d'art du Conseil des arts du Canada[7]
- Collection d'œuvres d'art, Université de Montréal[8]
- Galerie Leonard & Bina Ellen, Université Concordia
- Musée national des beaux-arts du Québec[9]
- Ottawa Art Gallery